# Eberhard Medyceusz
Eberhard Medyceusz (wł. Averardo de' Medici; ur. we Florencji, zm. ok. 1363) – włoski bankier, przedstawiciel rodu Medyceuszy, syn Chiarissimo. Poślubił Jacopę Spini, z którą miał dwoje dzieci:
- Jana
- Franciszka